# Industridesign

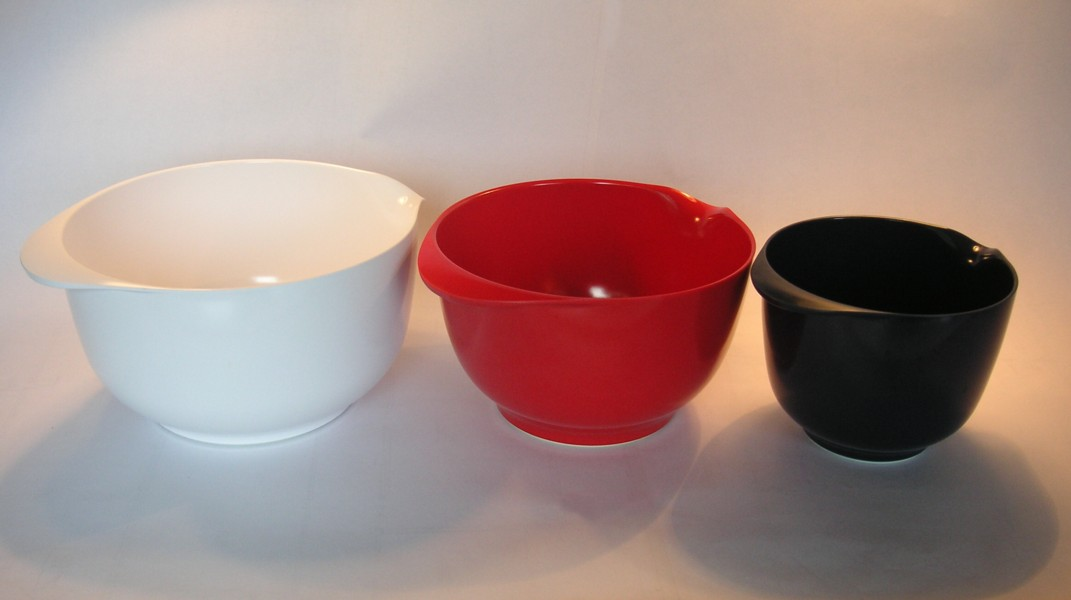
Skålserien Margrethe från 1954 är ett exempel för en väldesignad industriprodukt som fortfarande tillverkas i nya färger och storlekar. Skålen formgavs av Sigvard Bernadotte.

Industridesign, även industriell formgivning eller produktdesign, är formgivning av industriellt massproducerade föremål som tillverkas på ett kostnadseffektivt sätt samtidigt som den försöker tilltala beställaren eller köparen både ergonomiskt och estetiskt. Idag ställs ofta även krav på produktens miljöpåverkan.

## Definition

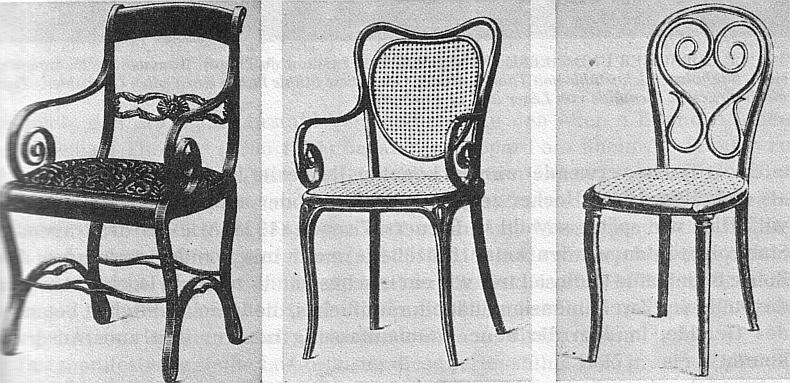
Michael Thonets stolar, cirka 1850.

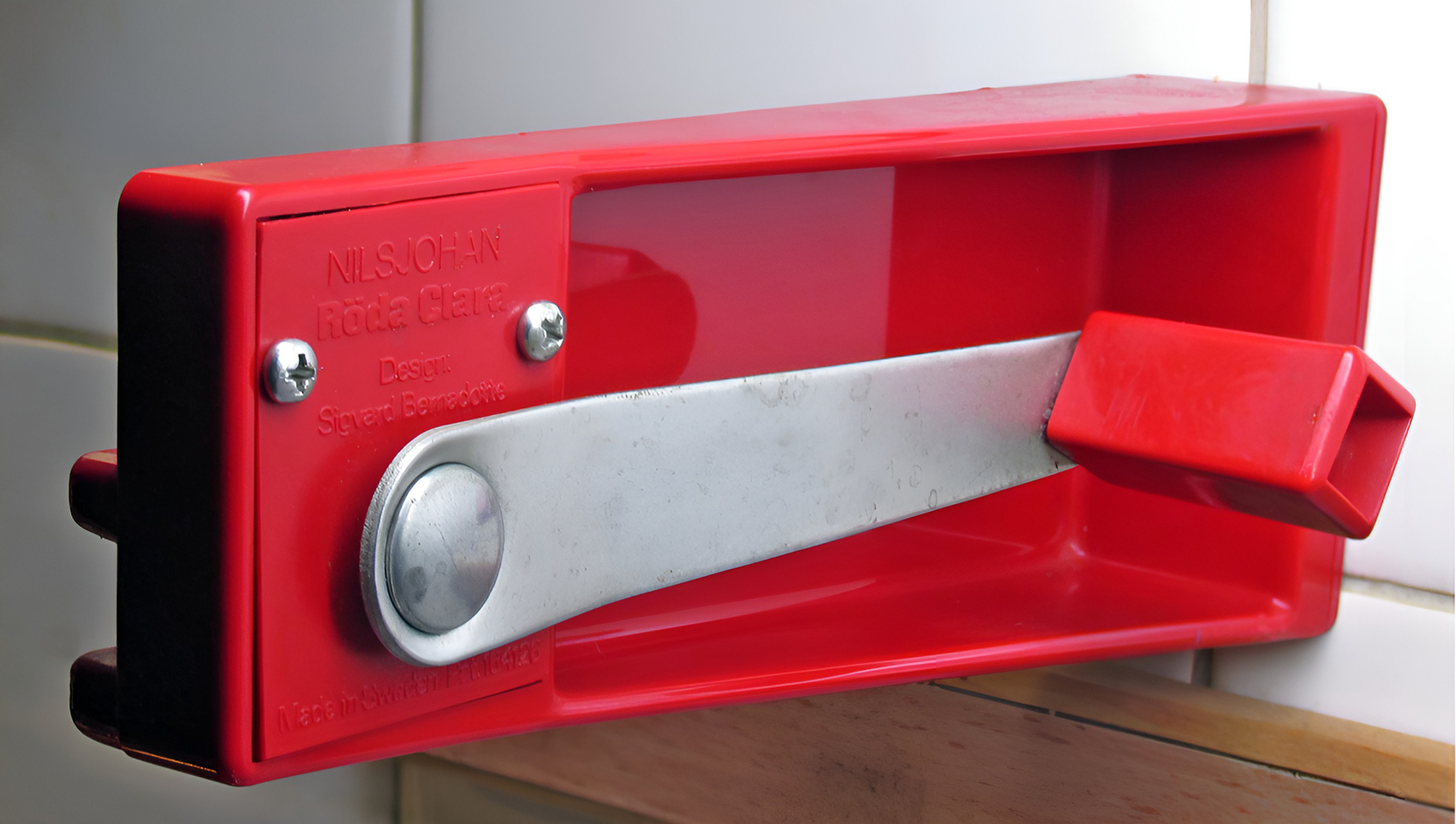
Röda Clara. Svensk industridesign av Sigvard Bernadotte för Nilsjohan 1966.

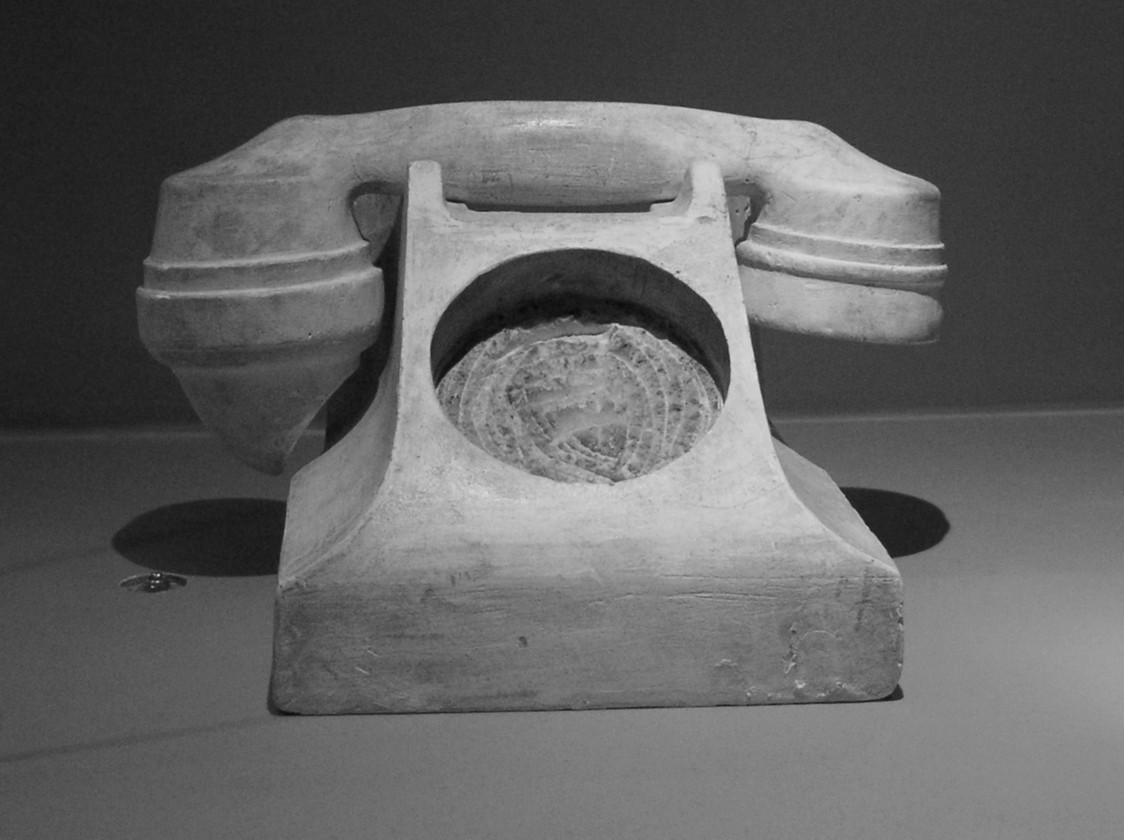
Ericssons bakelittelefon, gipsmodell från omkring 1930. Den hade gestaltats av konstnären Jean Heiberg.

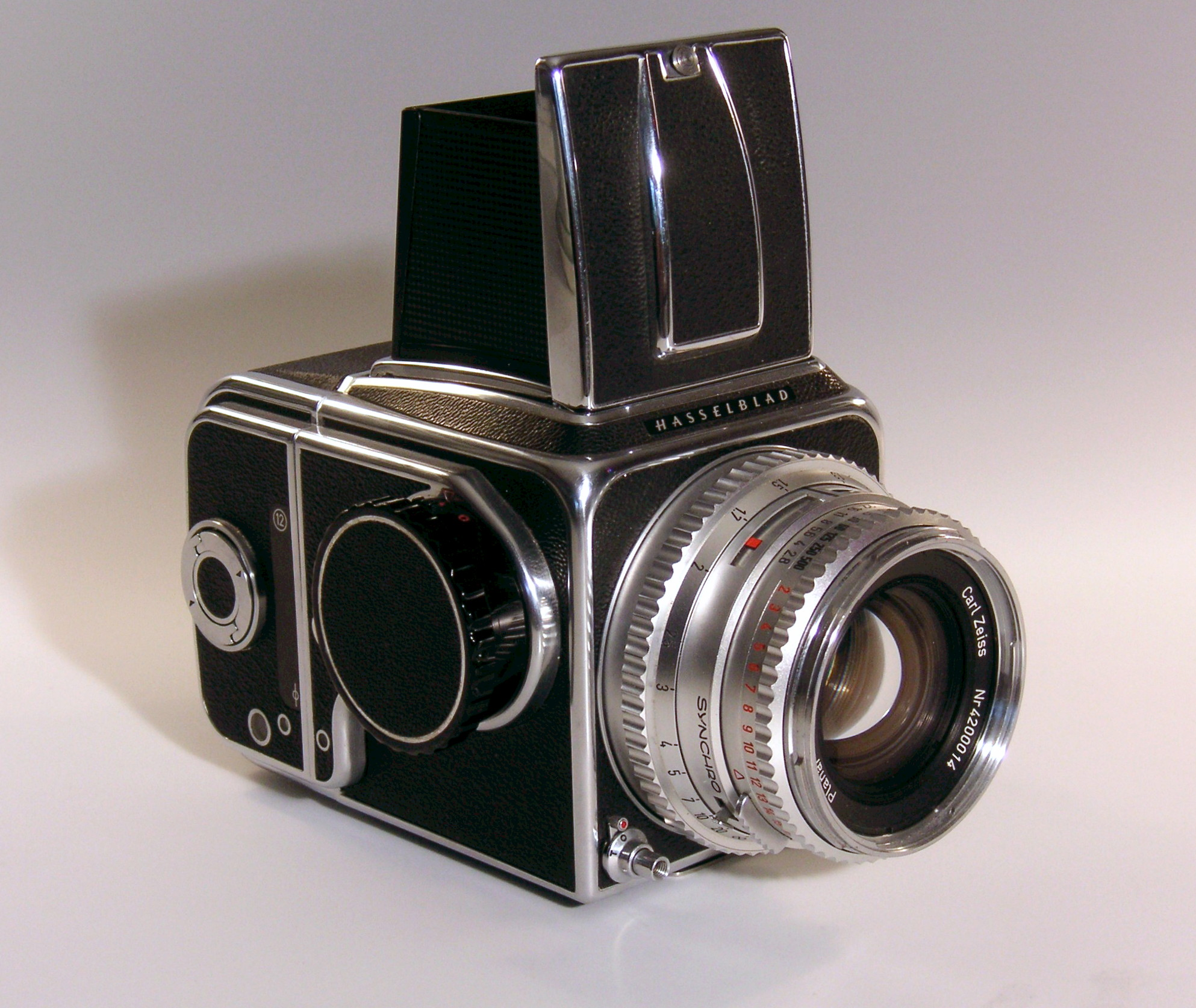
Sixten Sasons Hasselbladkamera lanserades 1948, här typ 500C från 1957.

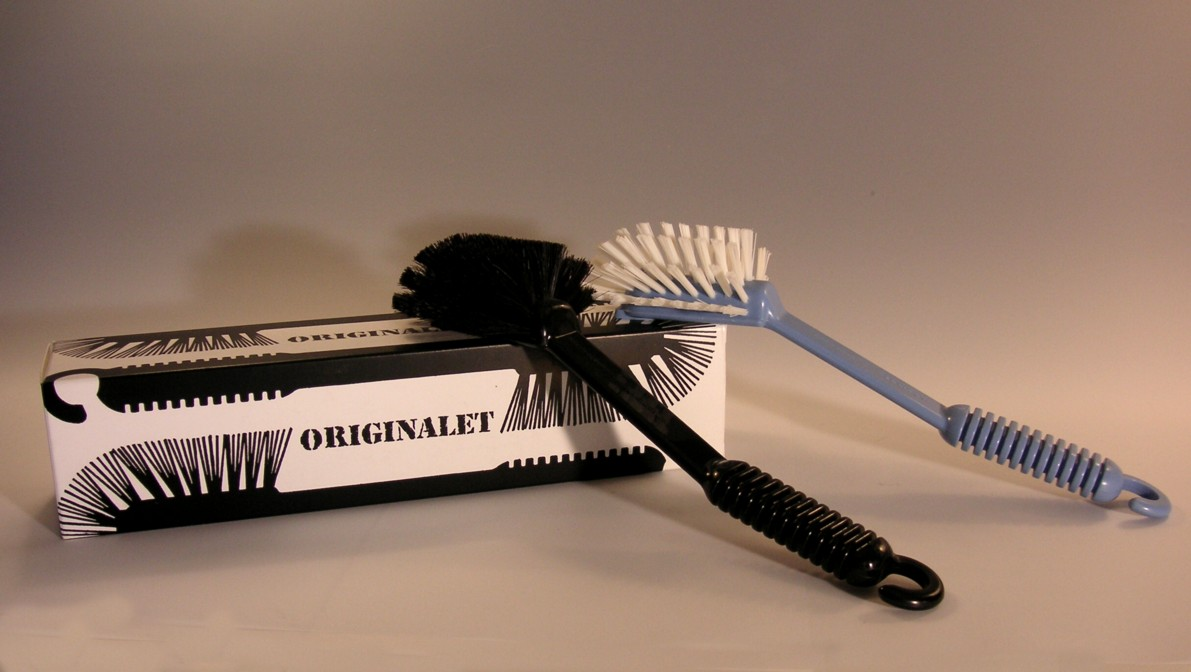
A&E Designs diskborste från 1974 är ett typiskt föremål med industriell formgivning som massproducerats och sålts i över 60 miljoner exemplar.

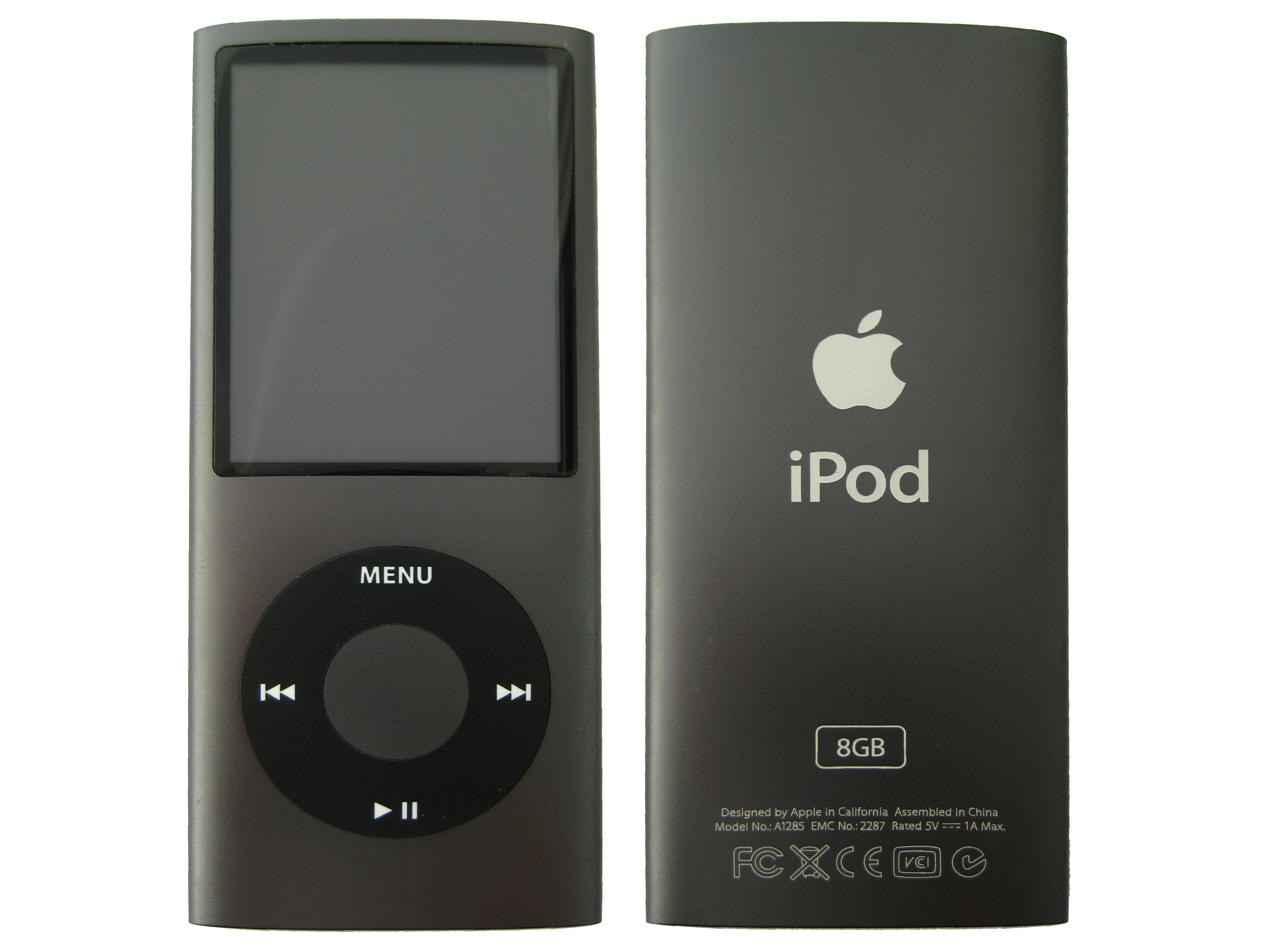
Ipod, är en mediaspelare med modern industridesign från 2001, tillverkat av Apple.

Industridesign eller produktdesign är en form av industriell gestaltning med målet att ta fram varor anpassade till människa och miljö och avsedda att tillverkas i serie. Industridesignern arbetar med en kreativ och uppfinningsrik process där faktorer som teknik, material, miljö, säkerhet, ekonomi, marknadsföring och estetik förs samman och resulterar i maskinproducerbara varor. Industridesign utgår från en brukare eller en kund. Arbetsprocessen har som syfte att lösa ett problem för målgruppen som är brukaren eller kunden. Produktens gestaltning, dess form och färg bör tydligt uttrycka ändamål och användning.

## Historia
Industriell formgivning går hand i hand med industrialismens födelse och utveckling, alltså sedan slutet av 1800-talet. Tekniska apparater formgavs till en början av företagets ingenjörer, som inte enbart såg på en tekniskt funktionell lösning utan även på estetiska värden.
Exempel på tidig produktdesign är tysken Michael Thonets caféhusstol i böjträ från 1859 och Coca-Cola-flaskan som ritades 1915 av en glasingenjör, svenskamerikanen Alexander Samuelson. En av de första professionella produktdesigner som inte var ingenjör från början var den tyska arkitekten Peter Behrens, som 1907 anställdes av AEG för att ge deras produkter en "identitet". Behrens formgav även AEG:s "moderna" logo som används fortfarande. Behrens anses var protoypen för en industridesigner och samtidigt uppfinnare av Corporate design, då han för AEG skapade en överensstämmelse mellan företagets skilda produkter.
Industri- eller produktdesign blev alltmer en egen formgivningsdisciplin och en viktig faktor för framgången av industriprodukter och deras tillverkare. Tidigt visades det sig även att begrepp som funktion, ergonomi, estetik och produktionsvänlighet krävde en ny yrkesroll där teknikern och esteten kunde förenas i en och samma person.
En tidig utbildningsplats för designer var Kunstgewerbeschule Weimar i Tyskland som grundades 1907 av Henry van de Velde. Skolan omvandlades sedan 1919 till Bauhaus genom arkitekten Walter Gropius och skulle bli en vallfärdsort för världens designbegåvade arkitekter. En annan ansedd tysk skola för industriell formgivning var Hochschule für Gestaltung i Ulm som existerade mellan 1953 och 1968. Bland lärarna där fanns Hans Gugelot och Otl Aicher.

## Arbetsmetoden
I regel arbetar den yrkesverksamme industridesignern som anställd i ett företag eller som självständig konsult. Industridesignern ingår i en produktutvecklingsgrupp och arbetar i nära samarbete med konstruktörer och marknadsförare.  Vederbörande tar fram skisser, ritningar och modeller som underlag till serie- eller masstillverkade produkter. Numera är skiss- och ritarbeten i regel datorstödda med hjälp av computer-aided design.
Designarbetena påverkas av en mängd faktorer, exempelvis behovs- och marknadsaspekter, produktens funktioner och prestanda, rationellt utnyttjande av material och miljövänlig samt energisnål produktionsteknik. Ofta tillverkas hantverksmässig en prototyp för att kunna studera den framtida produkten “i full skala”. En väldesignad industriprodukt bör tillfredsställa både ergonomiska, ekologiska, estetiska och ekonomiska krav.

## Sverige
Även svenska företag och institutioner anlitade tidigt arkitekter eller konstnärer för formgivningen av sina produkter. För Telegrafverkets räkning ritade arkitekt Isak Gustav Clason 1894 en av Sveriges första standardtelefoner och Ragnar Östberg skapade 1910 den välkända gula postlådan i form av ett hus som först på 1960-talet byttes ut mot en ny modell. LM Ericssons bakelittelefon från 1931 hade formgivits av den norske konstnären Jean Heiberg.
Svenska designer från 1930–1950-talen gick sina egna vägar. Sigvard Bernadotte var från början silversmed, Stig Lindberg började som 20-åring, efter en kort tid vid Konstfack, direkt på Gustavsbergs porslinfabrik, Sixten Sason var en mycket begåvad tecknare och mer eller mindre självlärd och Ralph Lysell, inspiratör till Ericssons Ericofon, hade läst några terminer vid Columbia University i New York.
En god bit in på 1970-talet hade Sverige ingen utbildningsplats för industriell formgivning. På Konstfack fanns en avdelning för metall, inriktad på hantverk och silversmide (plast var fortfarande bannlyst). På metallavdelningen gick många av dagens kända svenska produktdesigner som Lars Lallerstedt, Hans Ehrich, Tom Ahlström och Jan Jonsson. Lars Lallerstedt var en av dem som byggde upp utbildningen i industridesign vid Konstfack. 1980 blev Industridesign på Konstfack en egen utbildning. Industridesign benämns ofta bara design. Numera förfogar Sverige över flera utbildningsplatser för industridesigner. För närvarande finns sju högskoleutbildningar i industridesign på konstnärlig grund i Sverige på kandidatnivå. Det finns fyra utbildningar på masternivå. 
- Konstfack, Kandidat och master.
- HDK vid Göteborgs universitet, Kandidat och master.
- Lunds universitet, Kandidat och master.
- Umeå universitet Kandidat och master.
- Linnéuniversitet (tidigare Högskolan i Kalmar och Växjö universitet), Kandidat.
- Beckmans, Kandidat.
- Mittuniversitetet, Kandidat

Det finns ett flertal utbildningar som vilar på vetenskaplig grund, t.ex.
- Högskolan i Gävle
- Kungliga Tekniska högskolan
- Chalmers Tekniska Högskola
- Linköpings Universitet

Industridesignutbildningar ska inte sammanblandas med utbildningar i teknisk design, som är ingenjörsutbildningar inom maskinteknik, med inslag av ämnet industridesign.